# Krzysztof Grzelczyk
Krzysztof Stanisław Grzelczyk (ur. 3 lipca 1957 w Krośnie Odrzańskim) – polski politolog, urzędnik konsularny i samorządowy, działacz opozycji demokratycznej w okresie PRL, w latach 2005–2007 wojewoda dolnośląski, w latach 2017–2021 konsul generalny RP w Toronto, w latach 2023–2024 ambasador RP w Macedonii Północnej.

## Życiorys
W latach 1966–1976 należał do Związku Harcerstwa Polskiego, a w latach 1976–1978 do Socjalistycznego Związku Studentów Polskich.
Absolwent Instytutu Nauk Politycznych na Uniwersytecie Wrocławskim (1982). W okresie PRL działał w opozycji demokratycznej. Od 1978 był rzecznikiem Studenckiego Komitetu Solidarności we Wrocławiu, dwa lata później zakładał Niezależne Zrzeszenie Studentów na swoim wydziale. Pełnił też funkcję sekretarza redakcji Radia Solidarność. Działał także w Klubie Samoobrony Społecznej we Wrocławiu. W stanie wojennym został internowany na okres od 13 grudnia 1981 do 3 lipca 1982, osadzono go w obozie dla internowanych w Grodkowie. W latach 1985–1992 przebywał na emigracji w Kanadzie, pracując jako kierowca, pracownik księgowości i bibliotekarz.
Od 1991 do 1998 należał do Porozumienia Centrum. Po powrocie do Polski pracował w sektorze prywatnym oraz administracji samorządowej, zajmując kierownicze stanowiska w urzędzie marszałkowskim i urzędzie miasta Wrocławia (m.in. dyrektora Biura Współpracy z Zagranicą w latach 2000–2005). W latach 2005–2007 z ramienia Prawa i Sprawiedliwości był wojewodą dolnośląskim. W latach 2008–2009 był zastępcą dyrektora wrocławskiego oddziału Instytutu Pamięci Narodowej. W 2015 bez powodzenia kandydował do Senatu, zajmując 2. miejsce w swoim okręgu wyborczym. W latach 2016–2017 kierował wydziałem konsularnym ambasady RP w Londynie. Od listopada 2017 do września 2021 pełnił funkcję konsula generalnego w Toronto. W 2022 został członkiem Dolnośląskiej Wojewódzkiej Rady Konsultacyjnej do Spraw Działaczy Opozycji Antykomunistycznej oraz Osób Represjonowanych z Powodów Politycznych.
W marcu 2023 mianowany na stanowisko ambasadora RP w Macedonii Północnej. Misję oficjalnie rozpoczął 19 maja 2023, składając listy uwierzytelniające na ręce prezydenta Stewa Pendarowskiego. Urzędowanie zakończył w lipcu 2024.

## Życie prywatne
Żonaty z Jolantą Grzelczyk; ojciec dwójki dzieci.

## Odznaczenia
- Krzyż Oficerski Orderu Odrodzenia Polski (2007)[11]
- Krzyż Wolności i Solidarności (2020)[12]
- Złoty Medal „Za zasługi dla obronności kraju” (2021)[13]
- Medal „Pro Memoria” (2008)[1]
- Złota Odznaka Honorowa Wrocławia (2022)[14]

## Wybrane publikacje
- Solidarność drukująca, Wrocław: Wydawnictwo Profil, 2013, ISBN 978-83-936337-3-9.
- Alfabet prawie wrocławski, Wrocław: Lena, 2015, ISBN 978-83-64195-22-8.